# Martino Longhi der Ältere
Martino Longhi der Ältere, genannt il Vecchio, (* um 1530 in Viggiù; † 11. Juni 1591 in Rom) war ein italienischer Architekt.

## Leben
Longhi ging nach Rom, wo er 1575 päpstlicher Baumeister von Papst Gregor XIII. wurde. Er war von Giacomo Barozzi da Vignola beeinflusst. Longhi vollendete einige Bauten am Kapitolshügel in Rom und schuf die Kirchen San Girolamo dei Croati (1588–1590) und Santa Maria in Vallicella (Chiesa Nuova). Sein Innenhof des Palazzo Borghese ist ein gutes Beispiel für den Manierismus in der Architektur. Auch Longhis Sohn Onorio (1569–1619) war ein bekannter römischer Architekt, ebenso wie sein Enkel, Martino der Jüngere (1602–1660). Die beiden schufen die römische Kirche Santi Ambrogio e Carlo (1612–1642) im vollendeten Barock.

## Werke (Auswahl)
- Senatorenpalast
- Palazzo Altemps
- Villa Mondragone
- Palast (1562–1567) und Rathaus in Hohenems
- Santissima Trinità dei Pellegrini (1587–1597)